# UCI-BMX-Racing-Weltcup 2009
Beim UCI-BMX-Racing-Weltcup 2009, auch UCI-BMX-Supercross-Weltcup genannt, wurden durch die Union Cycliste Internationale die Weltcup-Sieger im BMX-Rennsport ermittelt.

## Termine
Der Weltcup-Kalender enthielt vier Rennen in verschiedenen Ländern.
- Kopenhagen: 7. und 8. Mai
- Pietermaritzburg: 20. und 21. August
- Chula Vista: 18. und 19. September
- Fréjus: 9. und 10. Oktober

Erstmals seit der Schaffung des Supercross-Weltcups wurden alle Rennen sowohl bei den Männern als auch bei den Frauen ausgetragen.

## Männer
| # | Datum         | Ort              | Erster             | Zweiter          | Dritter                |
| - | ------------- | ---------------- | ------------------ | ---------------- | ---------------------- |
| 1 | 8. Mai        | Kopenhagen       | Ivo van der Putten | Martijn Scherpen | Damien Godet           |
| 2 | 21. August    | Pietermaritzburg | Sam Willoughby     | Donny Robinson   | Rob van den Wildenberg |
| 3 | 19. September | Chula Vista      | Māris Štrombergs   | Sam Willoughby   | Connor Fields          |
| 4 | 10. Oktober   | Fréjus           | Sam Willoughby     | Donny Robinson   | Cristian Becerine      |

Gesamtwertung
| Platz | Name                   | Punkte |
| ----- | ---------------------- | ------ |
| 1     | Sam Willoughby         | 672    |
| 2     | Ivo van der Putten     | 514    |
| 3     | Donny Robinson         | 479    |
| 4     | Raymon van der Biezen  | 463    |
| 5     | Rob van den Wildenberg | 393    |
| 6     | Ramiro Marino          | 380    |

## Frauen
| # | Datum         | Ort              | Erste                 | Zweite                | Dritte         |
| - | ------------- | ---------------- | --------------------- | --------------------- | -------------- |
| 1 | 8. Mai        | Kopenhagen       | Shanaze Reade         | Laëtitia Le Corguillé | Eva Ailloud    |
| 2 | 21. August    | Pietermaritzburg | Sarah Walker          | María Gabriela Díaz   | Eva Ailloud    |
| 3 | 19. September | Chula Vista      | Laëtitia Le Corguillé | Mariana Pajón         | Arielle Martin |
| 4 | 10. Oktober   | Fréjus           | Laëtitia Le Corguillé | Mariana Pajón         | Arielle Martin |

Gesamtwertung
| Platz | Name                  | Punkte |
| ----- | --------------------- | ------ |
| 1     | Laëtitia Le Corguillé | 660    |
| 2     | Eva Ailloud           | 570    |
| 3     | Arielle Martin        | 463    |
| 4     | Merle van Benthem     | 434    |
| 5     | Mariana Pajón         | 420    |
| 6     | Caroline Buchanan     | 420    |